# باشگاه فوتبال مسینا
باشگاه فوتبال مسینا  (به ایتالیایی: A.C.R. Messina) باشگاه فوتبال ایتالیایی است که در شهر مسینا قرار دارد.
این باشگاه در سال ۱۹۰۰ تأسیس شده است.
رحمان رضایی بازیکن ایرانی سابقهٔ سه فصل حضور در این تیم را دارد.